# Gekko chinensis
Gekko chinensis là một loài thằn lằn trong họ Gekkonidae. Loài này được Gray mô tả khoa học đầu tiên năm 1842 dưới danh pháp Gecko chinensis. Tên gọi trong tiếng Trung là 中国壁虎 (Trung Quốc bích hổ) nghĩa là tắc kè Trung Quốc, trong khi tên gọi tiếng Anh của nó là Gray's Chinese gecko nghĩa là tắc kè Trung Quốc Gray.

## Phân bố
Loài này phân bố tại các tỉnh Phúc Kiến, Quảng Đông, Quảng Tây, Vân Nam, Tứ Xuyên và đặc khu hành chính Hồng Kông. Nó được tìm thấy tại các cao độ thấp đến sát mực nước biển. Trong một thời gian dài loài này từng được coi là có ở miền bắc Việt Nam, nhưng sự phân bố tại Việt Nam là không rõ theo các nghiên cứu gần đây. Rösler et al. (2011) cũng không thể xác nhận sự xuất hiện của nó tại Việt Nam, do mọi mẫu vật họ có tại Việt Nam để kiểm tra đều có thể dẫn chiếu tới G. palmatus, và khuyến cáo cần có các nghiên cứu tiếp theo để làm rõ xem liệu G. chinensis và G. palmatus có cùng khu vực phân bố tại vùng biên giới Trung Quốc-Việt Nam hay không. Theo Lưu Vinh Quang et al. (2015) thì G. chinensis không có ở Việt Nam.
Ota et al. (1995) coi G. similignum là loài tách biệt với G. chinensis.
IUCN hiện nay vẫn coi Gekko similignum như một loài tách biệt ở vùng núi thuộc đảo Hải Nam, ở cao độ đến 1.000 mét.

## Hình ảnh

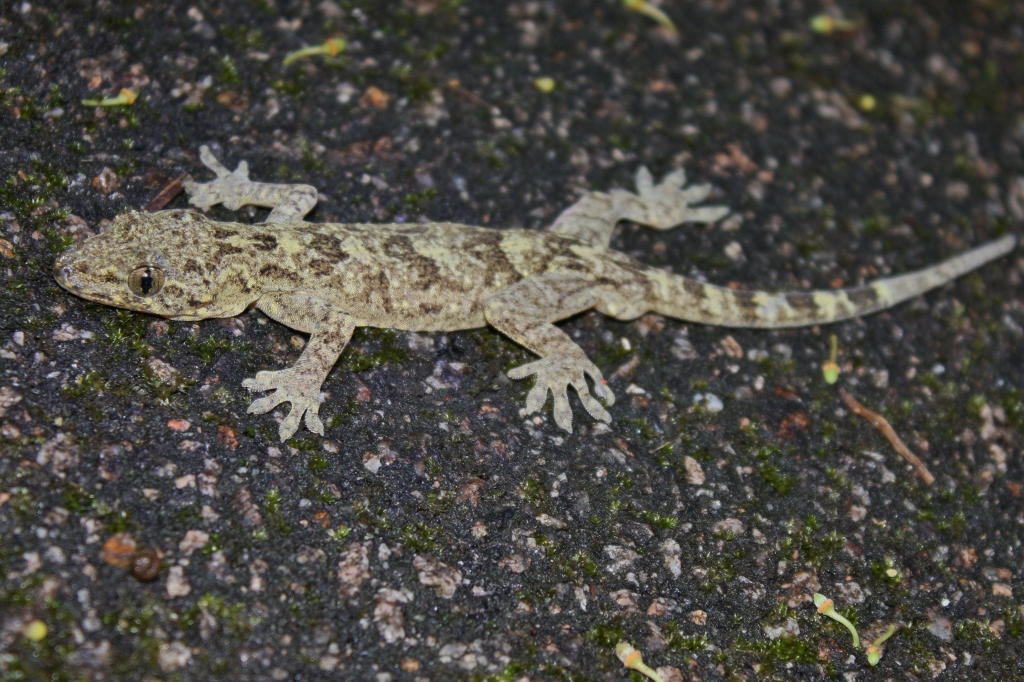
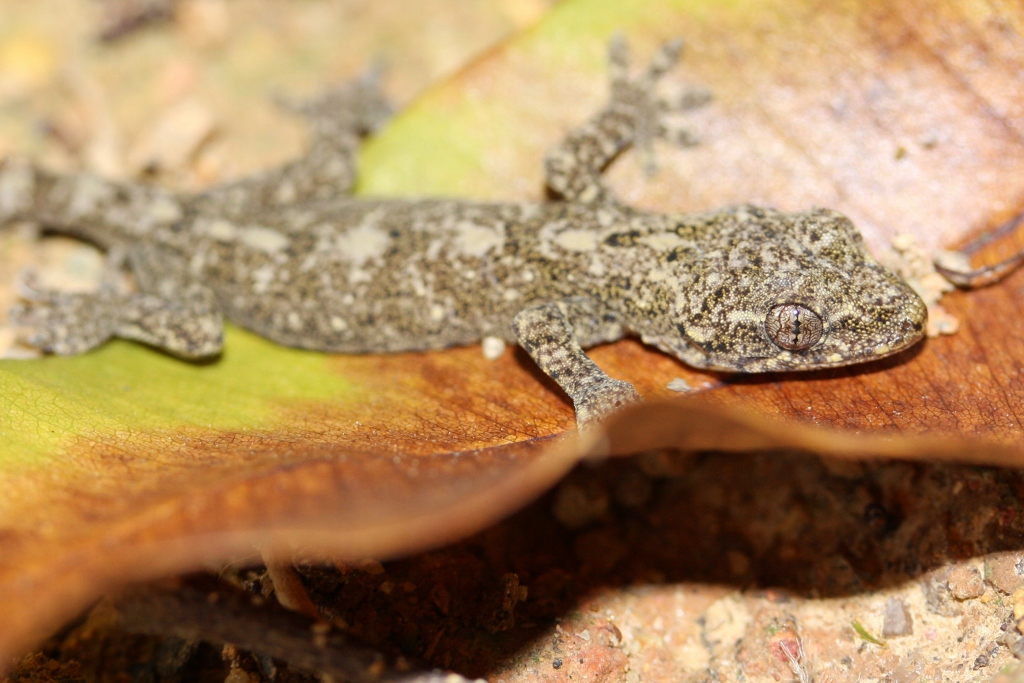
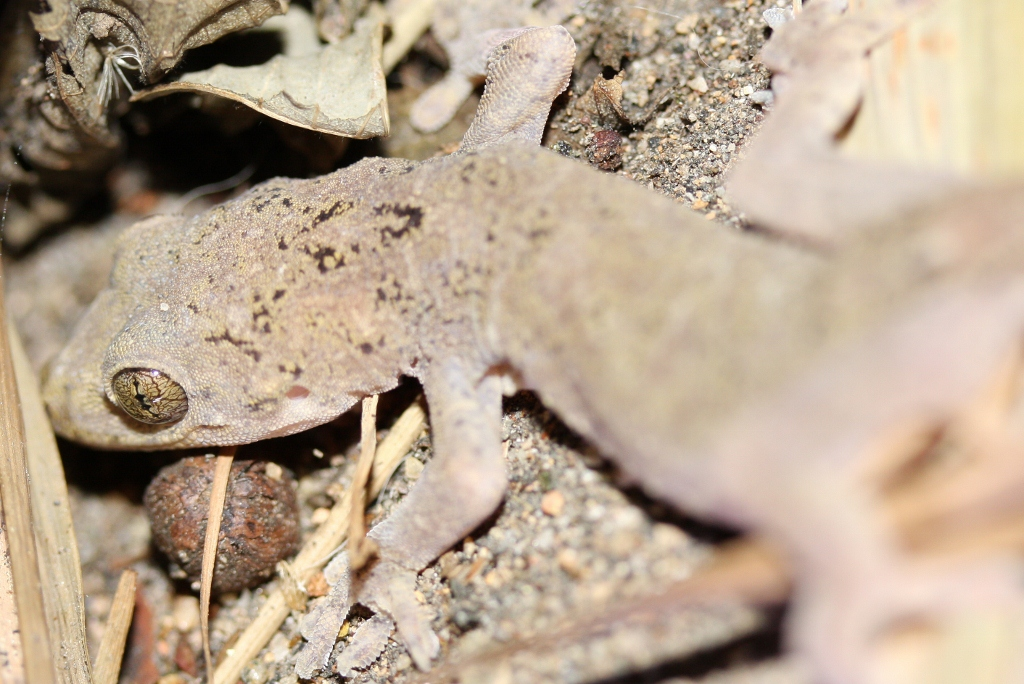
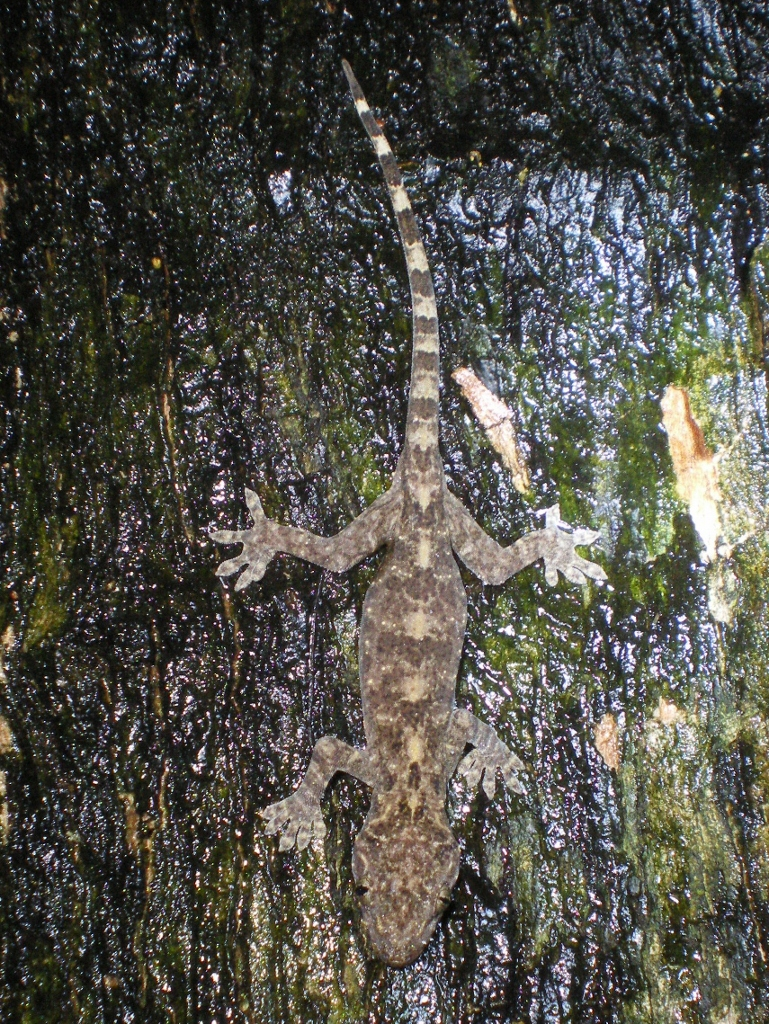
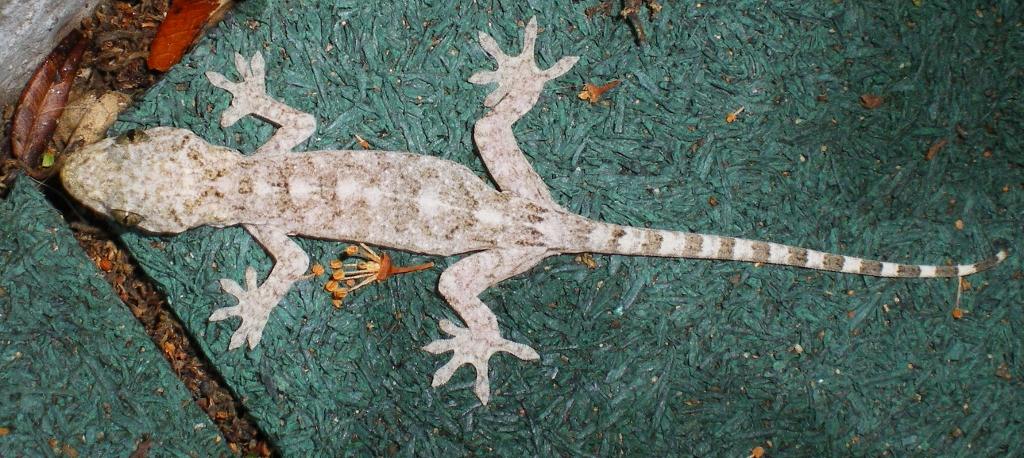